# Чэнь Минжэнь
Чэнь Минжэ́нь (кит. трад. 陳明仁, упр. 陈明仁, пиньинь Chén Míngrén, палл. Чэнь Минжэнь; 7 апреля 1903 — 21 мая 1974) — китайский военный деятель, военачальник Китайской Республики (1912—1949), перешедший на сторону КНР; генерал НОАК (1955).

## Биография

### Ранние годы

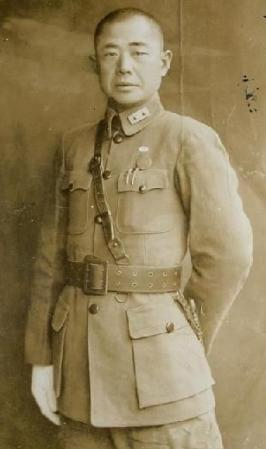
Чэнь в армии Китайской Республики, 1920-е годы

Родился 7 апреля 1903 года в провинции Хунань в крестьянской семье. Окончил частную школу, 19 ноября 1924 года зачислен в Военную академию Вампу. Участник Северного похода, в 1928 году был произведён в полковники китайской армии. Во время Войны центральных равнин командовал 24-й революционной армией, которая одержала пиррову победу над армией Ши Юсаня. В 1932 году назначен командиром 88-й дивизии, участвовал в боях против китайских коммунистов на реках Янцзы и Фуцзян во время кампаний по окружению коммунистов. В 1934 году после битвы при Шасяне направлен в военную академию Лусян, за время обучения добился большого доверия от Чан Кайши и назначен главой комитета Республиканского Сената по военным вопросам, а также начальником военного отделения Гоминьдана.

### Война против Японии
В 1937 году на момент начала войны с японцами Чэнь был генерал-лейтенантом 2-й армейской дивизии запаса. В 1937—1939 годах командовал гарнизонами городов Чанша, Хэнъян, Лэйян. Зимой 1941 года его назначили заместителем командира 71-й революционной армии, участвовавшей в боях в Бирме против японских захватчиков. В 1946 году 71-ю армию доставили на американских судах на северо-восток Китая, где Чэнь принял участие в гражданской войне против коммунистов.
После того, как летом 1947 года коммунисты начали наступление на северо-востоке под командованием Линь Бяо, 71-я армия отступила в Сыпин (Цзилин). Под командованием Чэня оставалось 30 тысяч человек, и он ждал подкрепления. С 22 мая по 30 июня 1947 года он отражал наступление Красной армии Китая, которую возглавлял Ли Тянью. На протяжении 40 дней он сдерживал превосходившие его по численности силы Линь Бяо, за что был награждён Орденом Синего неба и белого солнца правительством Гоминьдана и назначен командиром 7-го корпуса. Тем не менее, Сыпинская кампания коммунистов закончилась взятием после девятимесячной осады позиций гоминьдановцев.
Когда началась Хуайхайская кампания, Бай Чунси рекомендовал назначить Чэня Минжэня командиром гарнизона Ухань. В октябре 1948 года Чэнь был направлен в Ухуань, став командиром 29-й армии, а затем командиром 1-го корпуса и главой правительства провинции Хунань. 4 августа 1949 года Чэнь Минжэнь и Чэн Цянь в городе Чанша сдались коммунистам, и по предложению Мао Цзедуна и Чжоу Эньлая Чэнь продолжил службу уже в НОАК до своей смерти.